# Ivan Roudtchenko
Ivan Bilyk est un folkloriste, ethnographe, écrivain, traducteur et critique littéraire ukrainien. Son nom de naissance est Ivan Iakovytch / Iakovlevitch  Roudtchenko (en ukrainien : Іван Якович Рудченко, en russe : Иван Яковлевич Рудченко). Il est né le 21 août 1845 (2 septembre dans le calendrier grégorien) à Mirgorod en Ukraine, dans l'Empire russe, et est mort le 18 septembre 1905 (1er octobre dans le calendrier grégorien) à Saint-Pétersbourg.
Il est le frère aîné de Panas Myrny (Panas Iakovytch / Iakovlevitch Roudtchenko) ; ils ont écrit plusieurs œuvres en commun.

## Biographie
Né dans la famille d'un comptable de district, il est éduqué d'abord à l'école paroissiale, puis à l'école du district, dont il sort diplômé en 1857. N'ayant pas la possibilité matérielle de l'envoyer au lycée, son père le fait entrer au service du Trésor pour se former, mais ceci ne satisfait pas le jeune homme assoiffé d'éducation, qui commence à fréquenter la famille Dragomanov. Par la lecture, les discussions, l'étude du folklore ukrainien, il développe un intérêt pour la culture populaire. Rapidement il se met à noter des chansons, des proverbes, à étudier les traditions, tout en commençant à écrire ses propres œuvres. En 1860, certains de ses textes sont publiés dans les Nouvelles du gouvernement de Poltava, et en 1861 dans la revue Osnova (« la Base ») sous le pseudonyme d'Ivan Kivaïgolova. À partir de 1867, il publie des poèmes, des traductions et des articles et critiques littéraires dans la revue Pravda de Lviv.
En 1863, Roudtchenko devient fonctionnaire au siège du gouvernement de Poltava. Il y fait la connaissance de l'ukrainophile D.P. Pil'tchikov qui l'entraîne à se mettre davantage encore au service de la nation ukrainienne. À cet effet, il décide d'étudier à l'Université de Kiev, où il entre en 1864. Il y rejoint un groupe nationaliste (Antonovitch, Dragomanov, Jitetsky, Lyssenko etc.) Il mène des activités culturelles, collabore à la rédaction du Kievlianin. En 1867, il doit abandonner son rêve de finaliser son éducation universitaire lorsqu'il se voit confier un poste à la Chambre de contrôle d'État à Jytomyr, dirigée par Matveï Simonov (Nomis), ethnographe et folkloriste renommé. À partir de ce moment, et jusqu'à sa mort, il occupera divers postes officiels à Vitebsk, Kherson, Saint-Pétersbourg (où il sera membre du Conseil du Ministère des Finances).

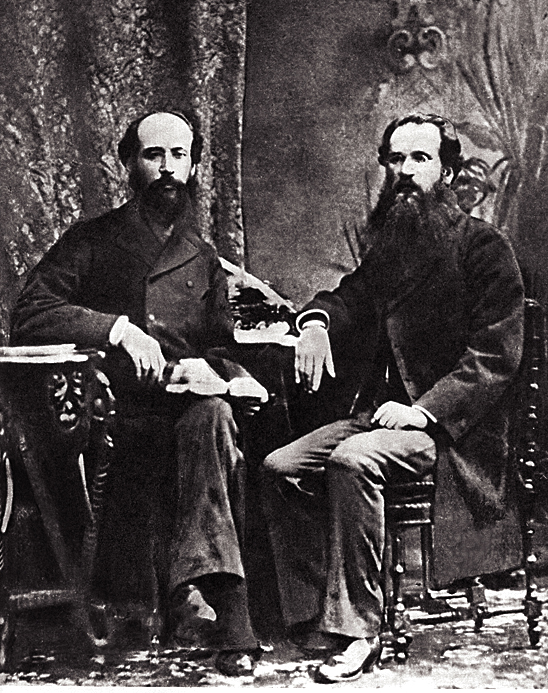
Les deux frères, Panas Myrny et Ivan Bilyk, en 1881.

Ivan Roudtchenko a apporté une contribution significative à l'étude du folklore. Il a publié un recueil de contes en deux tomes, les Contes populaires du sud de la Russie (1869-1970), ainsi qu'un recueil de chansons traditionnelles (Chansons populaires tchoumaks) (1874), des études ethnographiques sur les tchoumaks et l'ouest de l'Ukraine. Ces travaux ont par la suite servi de base à d'autres chercheurs.
En 1872, Panas Mirny envoya à son frère un récit qu'il venait de terminer, Tchipka (du nom du paysan héros du récit). Ivan Roudtchenko l'annota soigneusement et y ajouta quelques sections, approfondissant l'aspect social de l'œuvre. Les deux frères, ayant rassemblé du matériau folkloristique, écrivirent ensemble l'un des romans de la littérature classique ukrainienne, Est-ce que les bœufs mugissent quand les mangeoires sont pleines ? Ils en vinrent ensuite à constituer à eux deux une sorte de communauté créative fraternelle. Même si par la suite ils furent amenés à suivre des voies différentes dans la création, leur collaboration ne devait pas s'altérer. Après que le roman fut publié à Genève en 1880, les deux frères se firent prendre en photo pour illustrer cette « union fraternelle », qui devait faire de l'œuvre une production exceptionnelle de la littérature ukrainienne.
Sous son pseudonyme d'Ivan Bilyk, Roudtchenko s'avéra un critique littéraire de valeur. Ses vues esthétiques furent influencées par Taras Chevtchenko. Dans son article intitulé Angoisse sur la tombe fraîche de T.G. Chevtchenko (1886), il décrivit le Kobzar (« Barde ») comme l'un des plus grands poètes nationaux. Dans son recueil de chansons tchoumaks, il inséra quatre chansons tirées d'un manuscrit de Chevtchenko, lequel les avait notées dans l'ouiezd de Skvirsk (dans l'oblast de Kiev).
Roudtchenko est en outre connu comme traducteur d'œuvres d'Ivan Tourgueniev, Adam Mickiewicz, Heinrich Heine, Lord Byron et d'autres. Il a aussi écrit des vers lyriques, à vrai dire plutôt destinés à lui-même et à ses proches.